# August Hermann Niemeyer
August Hermann Niemeyer (Halle, 1º settembre 1754 – Halle, 1828) è stato un pedagogista tedesco.
Orfano dall'età di 13 anni, studiò alla Università "Martin Lutero" di Halle-Wittenberg. Nel 1775 scrisse l'opera Charakteristik der Bibel (La caratteristica della Bibbia), in cui già si nota il suo interesse per l'insegnamento e che ebbe anche una discreta diffusione. Nel 1777 tenne una dissertazione sul De similitudine Homerica.
Nella sua città fondò anche il Pädagogium, sorta di accademia riservata ai figli di persone agiate, che nel 1802 venne visitata da Goethe, cui Niemeyer consegnò in regalo una sua traduzione dell'Andria di Terenzio, dal titolo Die Fremde aus Andros.
Il suo tipo di educazione ideale consiste in uno sviluppo armonico di tutte le attitudini mostrate dal ragazzo, dopo averne valutato approfonditamente le caratteristiche psicologiche. 
La sua opera più importante al riguardo è Fondamenti dell'educazione e dell'istruzione per maestri, precettori e uomini di scuola del 1796.
Nel 1806, la città di Halle fu conquistata da Napoleone che lo deportò in Francia per alcuni anni insieme ad altri studiosi.

## Opere
- Charakteristik der Bibel - La caratteristica della Bibbia, (1775)
- De similitudine Homerica (1777)
- Fondamenti dell'educazione e dell'istruzione per maestri, precettori e uomini di scuola, (1796).
- Die Fremde aus Andros - Lo straniero di Andros, traduzione dell'Andria di Terenzio (1802)
- Beobachtungen auf einer Reise nach England. Nebst Erinnerung an denkwurdige Lebenserfahrungen und Zeitgenossen in den letzten fünfzig Jahren, (1822)
- Beobachtungen auf einer Reise durch einen Theil von Westphalen und Holland. Nebst Erinnerungen an denkwürdige Lebenserfahrungen und Zeitgenossen in den letzten fünfzig Jahren, (1824)
- Beobachtungen auf einer Deportationsreise nach Frankreich im fünfzig Jahre 1807. Nebst Erinnerungen an denkwürdige Lebenserfahrungen und Zeitgenossen in den letzten 50 Jahren, (1825)